# Hendrik LI van Reuss-Ebersdorf
Hendrik LI van Reuss-Ebersdorf (Ebersdorf, 16 mei 1761 - aldaar, 10 juli 1822) was van 1779 tot 1806 graaf en van 1806 tot aan zijn dood vorst van Reuss-Ebersdorf. Hij behoorde tot het huis Reuss.

## Levensloop
Hendrik LI was de tweede, maar oudst overlevende zoon van graaf Hendrik XXIV van Reuss-Ebersdorf uit diens huwelijk met gravin Caroline Ernestine van Erbach-Schönberg.
In 1779 volgde hij zijn vader op als graaf van Reuss-Ebersdorf, dat in 1806 verheven werd tot vorstendom. Tot zijn 21ste verjaardag stond hij onder het regentschap van zijn moeder en graaf Hendrik XII van Reuss-Schleiz. Onder zijn bewind trad Reuss-Ebersdorf in 1807 toe tot de Confederatie van de Rijn en in 1815 tot de Duitse Bond.
Hendrik LI overleed in juli 1822 op 61-jarige leeftijd.

## Huwelijk en nakomelingen
Op 16 augustus 1791 huwde hij met Louise (1772-1832), dochter van graaf Gotthelf Adolf van Hoym en de laatste van haar geslacht. Het echtpaar kreeg drie kinderen:
- Carolina (1792-1857)
- Hendrik LXXII (1797-1853), vorst van Reuss-Ebersdorf en Reuss-Lobenstein-Ebersdorf
- Adelheid (1800-1880), huwde in 1820 met Hendrik LXVII Reuß jongere linie